# Special Olympics Guinea
Special Olympics Guinea (englisch: Special Olympics Guinea) ist der guineische Verband von Special Olympics International, der weltweit größten Sportbewegung für Menschen mit geistiger Beeinträchtigung und Mehrfachbeeinträchtigung. Ziel ist die sportliche Förderung dieser Personengruppe und die Sensibilisierung der Gesellschaft für sie. Außerdem betreut der Verband die guineischen Athletinnen und Athleten bei den Special Olympics Wettbewerben.

## Geschichte
Special Olympics Guinea wurde 2018 mit Sitz in Conakry gegründet.

## Aktivitäten
2018 waren 45 Athletinnen, Athleten und Unified Partner sowie 25 Trainer bei Special Olympics Guinea registriert.

### Sportarten
Folgende Sportarten wurden 2019 vom Verband angeboten: 
- Fußball (Special Olympics)
- Leichtathletik (Special Olympics)

### Teilnahme an Weltspielen vor 2020
• 2019 Special Olympics, World Summer Games, Abu Dhabi (4 Athletinnen und Athleten)

### Teilnahme an den Special Olympics World Summer Games 2023 in Berlin
Special Olympics Guinea nahm an den Special Olympics World Summer Games 2023 teil. Die Delegation wurde vor den Spielen im Rahmen des Host Town Program vom Rhein-Sieg-Kreis mit der Stadt Bornheim betreut. Das Team gewann bei diesen Weltspielen eine Goldmedaille.